# Lancelot Royle
Lancelot Carrington « Lance » Royle, né le 31 mai 1898 à Barnet et décédé le 19 juin 1978 à Londres, est un athlète britannique spécialiste du sprint. Il était licencié au Surrey Athletic Club.

## Biographie

### Palmarès
| Date | Compétition           | Lieu  | Résultat | Performance                     |
| ---- | --------------------- | ----- | -------- | ------------------------------- |
| 1924 | Jeux olympiques d'été | Paris | 2e       | 41 s 2 au relais 4 x 100 mètres |

### Records
| Épreuve   | Performance | Lieu | Date |
| --------- | ----------- | ---- | ---- |
| 100 yards | 10 s 1      |      | 1922 |
| 220 yards | 22 s 2      |      | 1925 |